# Nacionalismo religioso
Nacionalismo e religião é a relação do nacionalismo com uma crença religiosa particular, dogma ou afiliação. Essa relação pode ser dividida em dois aspectos: a politização da religião e a influência da religião na política.
No primeiro aspecto, uma religião compartilhada pode ser vista como contribuindo para um senso de unidade nacional, um elo comum entre os cidadãos da nação. Outro aspecto político da religião é o apoio de uma identidade nacional, semelhante a uma etnia, língua ou cultura compartilhada. A influência da religião na política é mais ideológica, onde interpretações atuais de idéias religiosas inspiram ativismo e ação política; por exemplo, leis são aprovadas para promover uma adesão religiosa mais rigorosa.

## Nacionalismo judeu
O sionismo religioso é uma ideologia que combina o sionismo e o judaísmo observante. Antes do estabelecimento do Estado de Israel, os sionistas religiosos eram principalmente judeus observantes que apoiavam os esforços sionistas para reconstruir um estado judeu na Terra de Israel. Após a Guerra dos Seis Dias e a captura da Cisjordânia, um território referido em termos judaicos como Judeia e Samaria, componentes de direita do movimento sionista religioso se integraram ao nacionalismo israelense e evoluíram para o neo-sionismo, cuja ideologia gira em torno de em torno de três pilares: a terra de Israel, o povo de Israel e a Torá de Israel.
O Chaim Weizmann defendia o nacionalismo judeu como um desvio de foco do socialismo internacionalista da classe média judaico-europeia.

## Nacionalismo islâmico
O nacionalismo e o socialismo árabes ajudaram a derrotar o terrorismo religioso na região além de "impedirem uma maior penetração das petroleiras na Ásia e África".
O Hamas balança entre um fundamentalismo religioso e um nacionalismo republicano e quanto ao Taliban, ele se equilibra entre o nacionalismo Pashtunwali e a competição por recrutamento que ele faz com o Daesh.

## Nacionalismo católico
Os nacionalistas cristãos se concentram mais na política interna, como a aprovação de leis que refletem sua visão do cristianismo. Nos Estados Unidos, o nacionalismo cristão tende a ser conservador. Diferentes formas radicalizadas de nacionalismo religioso ou nacionalismo clerical (clero-nacionalismo ou clerico-nacionalismo) estavam surgindo na extrema direita do espectro político em vários países europeus, especialmente durante o período entre guerras na primeira metade do século XX. A extrema-direita ucraniana também se alicerça em um nacionalismo católico.
Na Polônia, o nacionalismo sempre foi caracterizado pela lealdade à Igreja Católica Romana. Grupos como o Renascimento Nacional da Polônia usam slogans como Wielka Polska Katolicka (Grande Polônia Católica) e protestam vigorosamente contra a legalização do casamento gay e do aborto. Grupos religiosos conservadores ligados à Radio Maryja são frequentemente acusados de nutrir atitudes nacionalistas e antissemitas.
O nacionalismo religioso caracterizado pela adesão comunitária à Ortodoxia Oriental e às Igrejas Ortodoxas nacionais é encontrado em muitos estados da Europa Oriental e na Federação Russa. Muitos grupos neo-fascistas e neonazistas russos, como a Unidade Nacional Russa, pedem um papel maior para a Igreja Ortodoxa Russa. O catolicismo também foi influente na Croácia e Alemanha Nazistas.